# José de Azevêdo Dantas
José de Azevêdo Dantas (Sítio Xiquexique, Carnaúba dos Dantas, à época Acari, 23 de agosto de 1890 — Sítio Xiquexique, Caranaúba dos Dantas, 29 de junho de 1929) foi um arqueólogo brasileiro, que desenvolveu também estudos de geografia, história local, genealogia e meteorologia.

## Biografia
Os anos 20 do século XX assinalam a primeira pesquisa conhecida sobre os sítios arqueológicos de Carnaúba dos Dantas, município localizado no Sertão do Seridó, Rio Grande do Norte. Foi desenvolvida por José de Azevêdo Dantas, um autodidata local que percorreu diversas disciplinas do conhecimento em suas obras, quase todas inéditas. Excetuando a pesquisa arqueológica sobre a qual discorreremos, desenvolveu estudos de geografia, história local, genealogia e meteorologia. Além disso, era músico, projetista, desenhista e escrevia jornais manuscritos - três, até onde pudemos investigar - que circulavam entre seus conhecidos e parentes, em Carnaúba dos Dantas - à sua época, ainda uma povoação - e Acari.
O mais surpreendente é a sua história de vida. Mesmo com todos esses interesses nunca freqüentou escola formal. Segundo informações extraídas de seu diário pessoal nasceu em 23 de agosto de 1890, no Sítio Xiquexique, à época, pertencente ao vizinho município de Acari. Filho de Manuel de Azevêdo Dantas e de Joana Maria das Virgens era o irmão mais novo de Mamede de Azevêdo Dantas, Martiniano de Azevêdo Dantas e Olímpio de Azevêdo Dantas. Seu pai era agricultor, criador e pedreiro, enquanto que sua mãe, além dos afazeres domésticos, era pintora. Os rudimentos de escrita e leitura de nosso biografado foram aprendidos com os irmãos mais velhos, nas areias do Rio Carnaúba, que corta o Sítio Xiquexique. Daí por diante manifestou-se nele um desejo de aprofundar-se nas artes e na literatura. Porém, situações como a morte prematura da mãe, a seca de 1904 e a desilusão frente a um futuro incerto em termos financeiros o fizeram enveredar por várias ocupações como meio de sobrevivência: servente de alvenaria, carregador de lenha e de água, apanhador de algodão, músico, confeccionador de carimbos e comerciante de tecidos em sociedade com um amigo. Trabalhou, ainda, como empregado no comércio do Coronel Manuel Aleixo de Maria, em Currais Novos (1912); na construtora do Açude Gargalheiras, em Acari; no Campo de Demonstração que fazia medições de estradas, localizado em Macaíba e na Inspetoria de Obras contra as Secas
(IOCS). Sua morte aconteceu na mesma casa em que nasceu, no Xiquexique, proveniente de tuberculose, em 29 de junho de 1929. Contava, então, com 38 anos.

## Trabalhos
- Dantas, José de Azevêdo. Indícios de uma civilização antiqüíssima. João Pessoa: Governo do Estado/Secretaria de Educação e Cultura/Fundação Casa de José Américo/IHGPB/A União, 1994 (Biblioteca Paraibana, n. XI). 316 p.